# Hong Kong FA Cup 2019/20
Der Hong Kong FA Cup 2019/20 war die 45. Austragung eines Fußballwettbewerbs in Hongkong. Teilnehmer waren die zehn Mannschaften der ersten Liga, der Hong Kong Premier League. Titelverteidiger war der Kitchee SC.

## Termine
| Runde         | Datum                                                   |
| ------------- | ------------------------------------------------------- |
| 1. Runde      | 7. März 2020 8. März 2020                               |
| Viertelfinale | 12. März 2020 13. März 2020 15. März 2020 16. März 2020 |
| Halbfinale    | 21. März 2020 22. März 2020                             |
| Finale        | 28. September 2020                                      |

## 1. Runde
|                      | Ergebnis              |            |
| -------------------- | --------------------- | ---------- |
| 7. März 2020         |                       |            |
| Hong Kong Rangers FC | 2:8 n. V.             | Eastern AA |
| 8. März 2020         |                       |            |
| Lee Man FC           | 2:2 n. V. (3:4 i. E.) | Tai Po FC  |

## Viertelfinale
|                      | Ergebnis  |                      |
| -------------------- | --------- | -------------------- |
| 12. März 2020        |           |                      |
| Yuen Long FC         | 4:5 n. V. | Hong Kong Pegasus FC |
| 13. März 2020        |           |                      |
| R&F                  | 4:0       | Happy Valley AA      |
| 15. März 2020        |           |                      |
| Kitchee SC           | 0:2       | Eastern AA           |
| 16. März 2020        |           |                      |
| Southern District FC | 1:4       | Tai Po FC            |

## Halbfinale
|               | Ergebnis              |                      |
| ------------- | --------------------- | -------------------- |
| 21. März 2020 |                       |                      |
| Eastern AA    | 5:0                   | Hong Kong Pegasus FC |
| 22. März 2020 |                       |                      |
| Tai Po FC     | 2:2 n. V. (3:5 i. E.) | R&F                  |

## Finale
|                    | Ergebnis |     |
| ------------------ | -------- | --- |
| 28. September 2020 |          |     |
| Eastern AA         | 2:0      | R&F |

## Torschützenliste
| Platz | Spieler         | Mannschaft           | Tore |
| ----- | --------------- | -------------------- | ---- |
| 1.    | Jean Moser      | Hong Kong Pegasus FC | 4    |
| 1.    | Sandro          | Eastern AA           | 4    |
| 1.    | Everton Camargo | Eastern AA           | 4    |
| 4.    | Giovane         | R&F                  | 3    |
| 4.    | Dudu            | Tai Po FC            | 3    |
| 6.    | Lucas Silva     | Eastern AA           | 2    |
| 6.    | Wong Wai        | Eastern AA           | 2    |
| 6.    | Mikael          | Yuen Long FC         | 2    |
| 6.    | Igor Sartori    | R&F                  | 2    |
| 6.    | Clayton         | Eastern AA           | 2    |